# Сан-Фернанду (Риу-Гранди-ду-Норти)
Сан-Фернанду (порт. São Fernando) — муниципалитет в Бразилии, входит в штат Риу-Гранди-ду-Норти. Составная часть мезорегиона Центр штата Риу-Гранди-ду-Норти. Входит в экономико-статистический микрорегион Серидо-Осидентал. Население составляет 3034 человека на 2006 год. Занимает площадь 404,415 км². Плотность населения — 7,5 чел./км².

## Статистика
- Валовой внутренний продукт на 2003 год составляет 7 712 668,00 реалов (данные: Бразильский институт географии и статистики).
- Валовой внутренний продукт на душу населения на 2003 год составляет 2467,26 реалов (данные: Бразильский институт географии и статистики).
- Индекс развития человеческого потенциала на 2000 год составляет 0,664 (данные: Программа развития ООН).